# زمین‌شناسی درون‌چاهی
زمین‌شناسی درون‌چاهی کتابی از همایون مطیعی است که در سال ۱۳۹۲ منتشر و در مراسم کتاب سال جمهوری اسلامی ایران به‌عنوان کتاب برگزیده معرفی شد.